# Fare la scarpetta

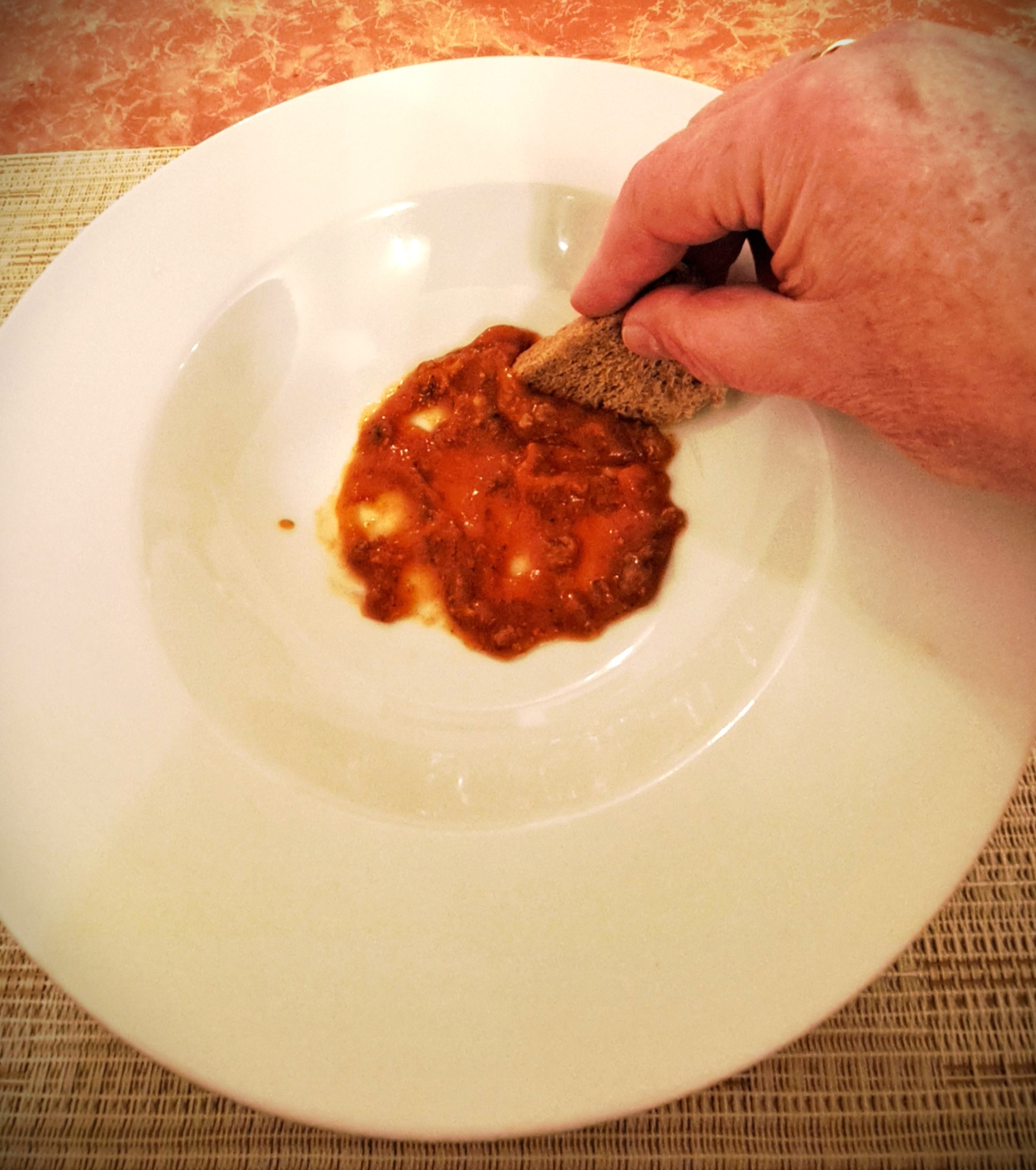
Fare la scarpetta: Finale Tellerleerung durch das Aufnehmen von letzten Saucenresten mit Brot

Fare la scarpetta ist eine vorwiegend in Italien gebräuchliche Redensart der Esskultur. Die deutsche Übersetzung lautet „einen kleinen Schuh machen“. Die Redensart beschreibt den Vorgang des Aufnehmens letzter Saucenreste vom Teller, namentlich mit einem zwischen den Fingern gehaltenen oder mit der Gabel geführten Stück Brot. Neben dem Vorgang des Teller-Leerens umfasst der Begriff ebenso ein Stück italienischer Esskultur als Symbol der Anerkennung von wertgeschätzter Kochkunst.

## Begriffserläuterung
Die italienische Redewendung fare la scarpetta beschreibt die Tätigkeit, mit einem Stück Brot die Reste der Sauce einer Mahlzeit vom Teller aufzunehmen. Das Brot, mit dem die übrig gebliebene Sauce vom Teller verzehrt wird, kann auch mit einer Gabel aufgenommen werden. In den meisten Fällen wird es aber zwischen den Fingern gehalten und in einer Wisch-Bewegung geführt. Obwohl die Handlung keiner starren Regel unterliegt, ist sie dennoch Teil der populären italienischen Esskultur.

## Kulinarische und sprachliche Verbreitung in und außerhalb Italiens
Gemäß Projekt ALIQUOT (Atlante della Lingua Italiana QUOTidiana – Atlas der italienischen Alltagssprache) wurde von Januar bis Juni 2015 in einer Online-Umfrage die Gebräuchlichkeit der Redewendung fare la scarpetta für das Reinigen des Tellers am Ende der Mahlzeit untersucht. Das ermittelte Ergebnis bestätigte die flächendeckende und die über ganz Italien gleichmäßig verteilte Gebräuchlichkeit der Redewendung für die beschriebene Handlung. Im Juli 2017 fand in der italienischen Provinz Cuneo im Museum Eco Museo Segheria La Pesa das Piccolo Festival della Scarpetta statt. Während dieser Veranstaltung wurden von den Teilnehmern selbst hergestellte Saucen von den Besuchern ausschließlich durch die Aufnahme mit Brot ohne Zuhilfenahme von Besteck verzehrt. Laut Veranstalter wurde die Idee dieses Festivals von der Kultur des Feierns, der Geselligkeit und der Teilnahme am internationalen Suppenfestival von Bologna inspiriert. In Rom wurde am 12. April 2018 das Restaurant La Scarpetteria di Roma eröffnet, welches Saucen mit Brot ohne Besteck anbietet.
Auch die Osteria Tanto Pe Magna in Rom bietet ihre Gerichte mit größer als üblicher Soßenmenge für Fare la scarpetta an. 2005 nutzte der italienische Pasta-Hersteller Barilla unter dem von der Werbeagentur Young & Rubicam entworfenen Werbe-Slogan Tutti Vogliono Fare "Scarpetta" (übersetzt: „Jeder will Scarpetta machen“) die Redensart zur Bewerbung einer angeblich besonders Saucen-affinen Pasta-Sorte. Aktuell (Stand Januar 2025) sind Pasta-Produkte verschiedener Hersteller mit speziell angerauter Oberfläche, welche eine verstärkte Soßenhaftung bieten und so als besonders geeignet für die Praxis des Fare la scarpetta sein sollen, europaweit im Handel. Die grundlegende Idee, Pasta mit angerauter Oberfläche z. B. durch Verwendung von Bronzeformen herzustellen, geht allerdings auf in 2015 durchgeführte Experimente der Gastronomen und Köche Gualtiero Marchesi und Maurizio Riva zurück.
Obwohl für Fare la scarpetta grundsätzlich jede Brotsorte in Betracht kommt, wird vereinzelt eine von Dr. Len Fisher der Universität Bristol in 2001 durchgeführte Untersuchung zur Saucen-Aufnahmefähigkeit verschiedener Brotsorten herangezogen, wonach Ciabatta die höchste Aufnahmefähigkeit haben soll.

## Kontroverse zur Praxis in der Öffentlichkeit
Offizielle, in Italien bekannte Benimm-Regeln, wie beispielsweise die der Accademia Italiana Galateo, legen dar, dass es bei Mahlzeiten in der Öffentlichkeit nicht erlaubt ist, das Brot mit den Händen zu nehmen und in die Sauce einzutauchen. Gleichwohl wird das Aufnehmen und Führen des Brotes mit der Gabel sowie die Ausübung der Handlung im privaten Bereich als zulässig angesehen.
Zwei Spitzenköche Italiens, Gualtiero Marchesi und Gianfranco Vissani, befürworten das Ausüben von Fare la scarpetta ausdrücklich als Würdigung der Kochkunst durch den Gast.

## Begriffsherkunft
Die Herkunft der Redewendung ist nicht völlig geklärt. Es gibt aber plausible Deutungsversuche sowie Indizien für einen dialektalen Ursprung:
- „Das zusammengedrückte Stück Brot, das über den Teller fährt, ist wie der Schuh, der über den Boden streift und das mitnimmt, was gerade liegt.“[15]
- Bereits 1885 und 1893 wurde die Redewendung in Büchern über den Dialekt der Abruzzen erwähnt. 1952 lokalisierte Angelico Prati im Wörterbuch Prontuario di parole moderne den Ursprung in der Stadt Rom.[2]
- Das Wörterbuch der italienischen Sprache (GDLI) datiert die erste prominente Verwendung der Redensart auf das Jahr 1987: Der damalige Präsident des WWF Italiens, Fulco Pratesi, habe den Ausdruck gebraucht, um Sparsamkeit beim Geschirrwechsel zu propagieren.[16][17]